# Fauna de Andalucía
La biodiversidad en Andalucía es amplia tanto en flora como en fauna; pues existen un buen número de especies animales significativas dentro del ámbito peninsular ibérico. Además de su gran extensión, Andalucía se sitúa dentro de la cuenca mediterránea cerca del continente africano, siendo el estrecho de Gibraltar un paso natural para miles de aves migratorias entre Europa y África.
Una parte importante de su territorio cuenta con algún tipo de protección medioambiental. Alrededor del 20 % de Andalucía se encuentra protegido por la ley entre parques nacionales, naturales, reservas, etc.

## Vertebrados silvestres

### Peces
Las construcciones de embalses, la contaminación de las aguas y la competencia con especies introducidas han mermado de manera significativa el número de especies y comunidades, por lo que muchas de ellas, aisladas, corren peligro de desaparecer por efecto de la endogamia. La mayor parte de las especies autóctonas, barbo andaluz, anguila de río, trucha, callandico, albur, tenca, barbo comizo, barbo cabecicorto, colmilleja, cacho, pardilla o la escasa boga del Guadiana se ven obligadas a competir en sus ecosistemas con especies invasoras muy agresivas tales como el black-bass, el perca sol, el lucio o la carpa. 
Aun con ello, varias especies extintas en gran parte de la península ibérica pueblan todavía la región, ejemplo significativo es la bogardilla, endemismo andaluz que posee sus únicas poblaciones en Sierra Morena. 
Se encuentran catalogadas como especies en peligro crítico de extinción en el Libro Rojo de especies protegidas de Andalucía y protegidas por la legislación nacional el endémico Fartet andaluz que puede todavía localizarse en el río Guadiana, Doñana y varios ríos de la provincia de Cádiz, el fartet de la albufera de Adra, el esturión que tiene sus mejores poblaciones peninsulares en el parque de Doñana, la lamprea, con un área de distribución mayor que las anteriores, y que puebla los ríos Guadalquivir, Guadiaro, Guadalete, Guadiana y Barbate, el fraile de la cuenca del Guadalquivir y mitad occidental de la comunidad; o el endemismo ibérico jarabugo,

### Anfibios y reptiles
El peculiar modo de vida de los anfibios hace que hoy día un gran número de ellos se encuentren en serio peligro de extinción dentro de la región. Al igual que ocurre con los peces continentales la construcción de embalses y otras infraestructuras en ríos y pantanos así como la desecación de humedales para su uso agrícola hacen peligrar gran parte de las comunidades de unos animales ya de por sí muy vulnerables a cambios en su ambiente.

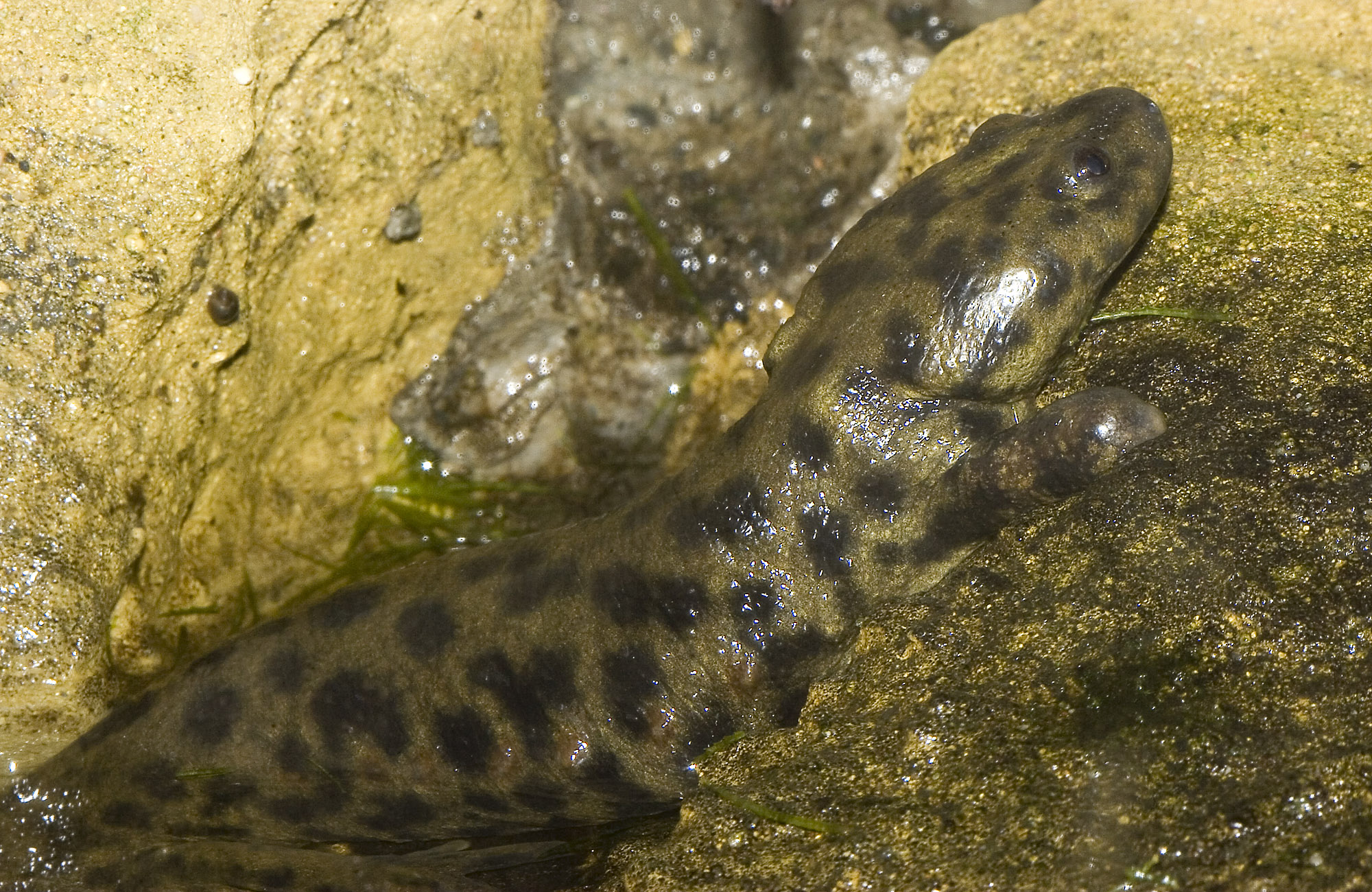
Gallipato (Pleurodeles waltl).

En la fauna andaluza se encuentran un total de 16 especies de anfibios, tanto anuros como urodelos. 
Entre los anuros de la familia Alytidae las especies sapillo pintojo, sapillo pintojo bético, sapo partero, y sapo partero bético, a la familia Pelobatidae pertenece el sapo de espuelas, a la familia Pelodytidae el sapillo moteado ibérico y el sapillo moteado, la familia Bufonidae sapo corredor y al sapo común, a la familia Hylidae corresponden la ranita meridional y la ranita de San Antonio y por último la familia Ranidae tiene como única especie andaluza la rana común. 
Los Urodelos presentes en la región corresponden todos ellos a la Familia Salamandra existiendo el tritón pigmeo, el tritón ibérico, el gallipato y dos especies de salamandra (salamandra morenica en Sierra Morena y Salamandra longirostris o salamandra penibética en las serranías de Cádiz y Málaga).

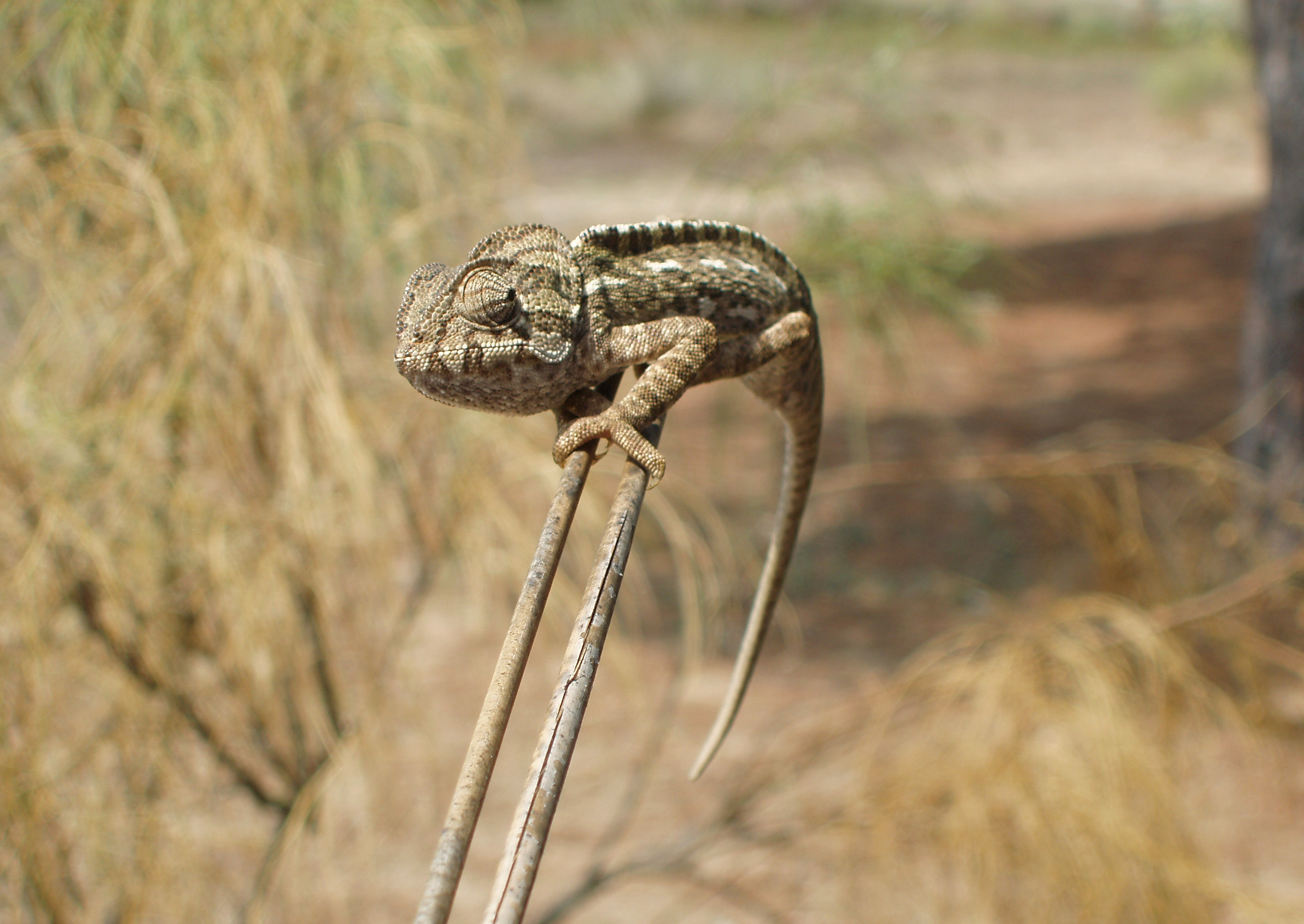
Camaleón.

La falta de estudios profundos sobre las comunidades de anfibios de la zona hace que sea muy difícil establecer el estatus de protección que estas necesitan para garantizar su supervivencia en la región; alguna de las especies es sabido que se encuentran en regresión, como ocurre con el sapillo moteado o la ranita de San Antonio, por ello solo el sapo partero ibérico y el sapo partero bético se encuentran catalogadas como vulnerables a nivel autonómico.
La diversidad de reptiles en Andalucía es claramente mayor que la de anfibios, debido, sin duda, a la mayor capacidad de adaptación de estos animales a cambios ambientales. 
Pertenecientes al orden Squamata, hay representantes de los Anfisbénidos, reptiles propiamente dichos (saurios) y ofidios. 
Existe en la zona un único representante de la familia Anfibesnidae, la culebrilla ciega. 
Respecto a los saurios es destacable la presencia de un representante de la familia Chamaeleonidae, el camaleón común presente también en el norte de África.
La familia Gekkonidae comprende dos únicas especies, la salamanquesa rosada y la salamanquesa común. Por el contrario la familia Lacertidae es la más abundante en cuanto al número de especies presentes con un total de diez, a saber: 
lagartija colirroja, lagartija de Valverde, lagarto ocelado, lagarto verdinegro, lagartija de Carbonell, lagartija ibérica, lagartija cenicienta, lagartija del Estrecho, lagartija colilarga oriental y lagartija colilarga occidental.
En cuanto a la familia Scincidae son tres las especies andaluzas eslizón ibérico, eslizón de montaña y eslizón tridáctilo ibérico.

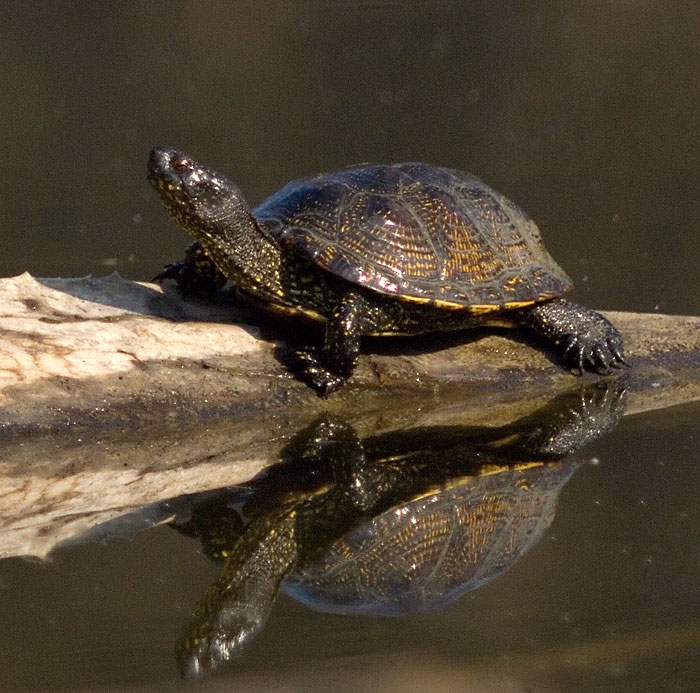
Galápago europeo.

Las serpientes u ofidios se agrupan en dos familias claramente diferenciadas: culebras y víboras. Ocho son las especies de culebra de la región andaluza, culebra lisa meridional, culebra lisa europea, culebra de cogulla, culebra de herradura, culebra bastarda, culebra de collar, culebra viperina y culebra de escalera. 
La única víbora presente, la víbora hocicuda posee dos subespecies diferenciadas Vipera latastei gaditana del sudoeste andaluz y norte de África y la nominal Vipera latastei latastei del resto de la región.
El orden Testudines comprende a tortugas terrestres y marinas. Las familias Cheloniidae y Dermochelyidae corresponden a especies que viven en los mares y océanos; algunas de sus especies se encuentran presentes en las costas andaluzas aunque como la inmensa mayoría de las tortugas marinas se encuentran en regresión y en notable peligro de extinción. Los quelonios marinos presentes en la costa de Andalucía son la tortuga boba, la tortuga verde, la tortuga carey, la tortuga lora y la tortuga laúd.
En lo que se refiere a las tortugas y galápagos terrestres son tres las especies que habitan la región: el galápago europeo, el galápago leproso y la tortuga mora, esta última en extremo peligro de extinción por desaparición de hábitat y las capturas ilegales.

### Aves

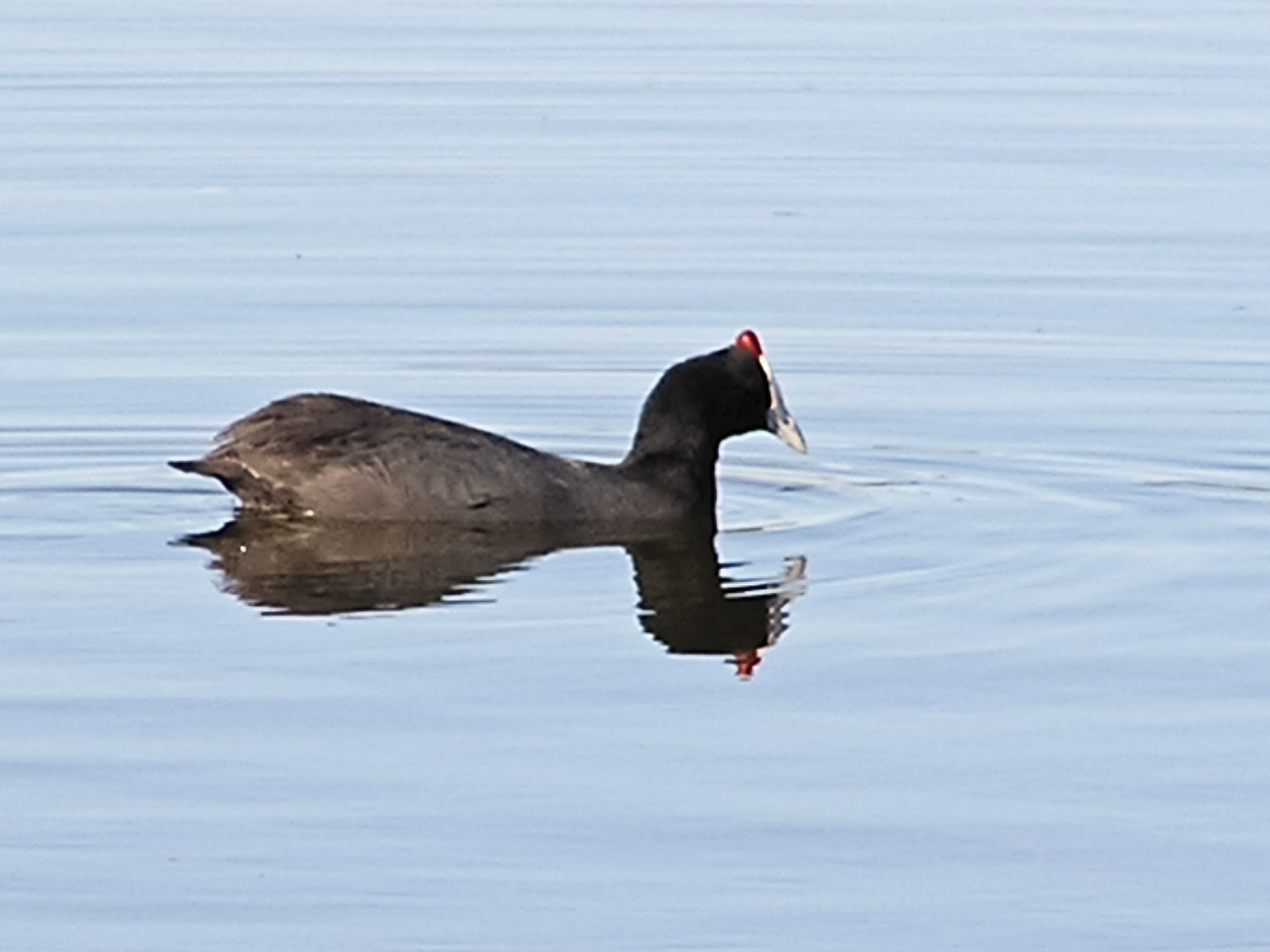
Focha moruna, rara especie presente en los humedales andaluces.

El paso de miles de aves migratorias entre África y Europa a través del estrecho de Gibraltar hace que Andalucía, y más concretamente las comarcas gaditanas de La Janda y el Campo de Gibraltar sean enclaves óptimos para cualquier ornitólogo o aficionado al avistamiento de aves, con casi 500 especias vistas en 2019
La situación fronteriza de la región hace que durante todo el año la población de aves sea superior a la de la mayor parte del continente europeo, muchas especies migratorias permanecen en la región incluso durante el invierno debido a las suaves temperaturas.
La diversidad de ecosistemas andaluces permite la supervivencia de numerosas especies de muy distintos requerimientos ecológicos. En los bosques de Andalucía es posible encontrar muy variadas especies de rapaces tales como el águila culebrera y nocturnas como el mochuelo o el búho real, además de especies de Passeriformes como el carbonero o el herrerillo. En los bosques es también posible localizar especies de Piciformes tales como el pico picapinos en las riberas de álamos.

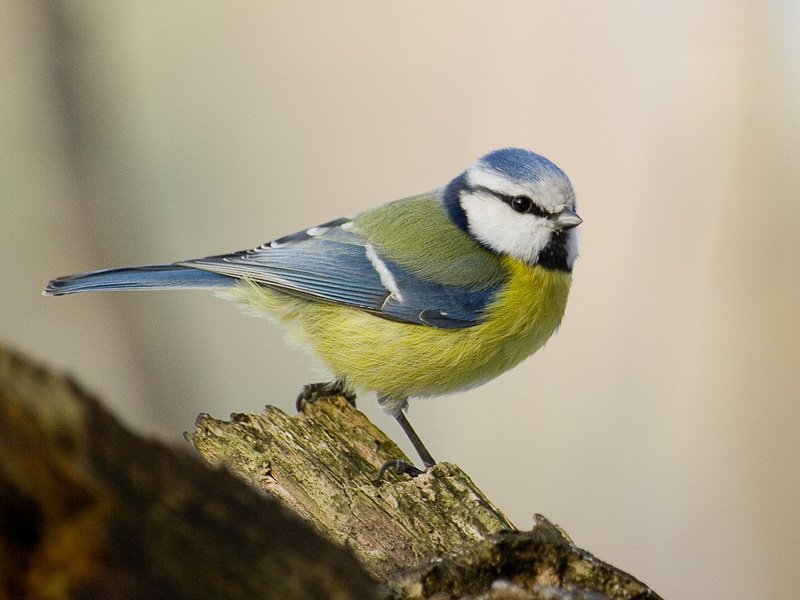
Herrerillo.

En las praderas de terófitos y de matorral viven especies especialmente adaptadas como el triguero o el jilguero acompañando a perdices y a codornices. Junto a ellas aún es posible contemplar a las escasas avutardas y a los buitres negros en la copa de las encinas de las campiñas del norte de Andalucía. 
Del mismo modo, los distintos humedales andaluces (marismas del Odiel, bahía de Cádiz, laguna de Fuente de Piedra, Doñana, laguna de Medina, desembocadura del Guadalhorce, complejo endorreico de El Puerto de Santa María, albufera de Adra) albergan una avifauna rica en comparación a la de otros espacios europeos, por una especial combinación de especies de origen africano, como la focha moruna o el calamón, con la de aves provenientes del norte europeo presentes como invernantes, como es el caso de los ánsares en las marismas del Guadalquivir. Estos humedales presentan un variadísimo número de especies como rascón, focha moruna, polla de agua, carricero, aguilucho lagunero, malvasía, flamenco, garza real, garcilla cangrejera, espátula, morito, avefría, zampullín cuellinegro, águila pescadora, avetorillo, avoceta, fumarel.
Respecto a las especies costeras viven en Andalucía un gran número de especies de gaviotas tanto en las zonas de acantilados como en llanuras litorales, muchas de estas especies presentan un notable interés ornitológico por su escasez como la gaviota de Audouin, otras sin embargo poseen poblaciones desmesuradas al haber sabido aprovechar la presencia humana y los recursos que estos ponen a su disposición, ocurre esto por ejemplo con la gaviota patiamarilla o la gaviota argéntea.

### Mamíferos

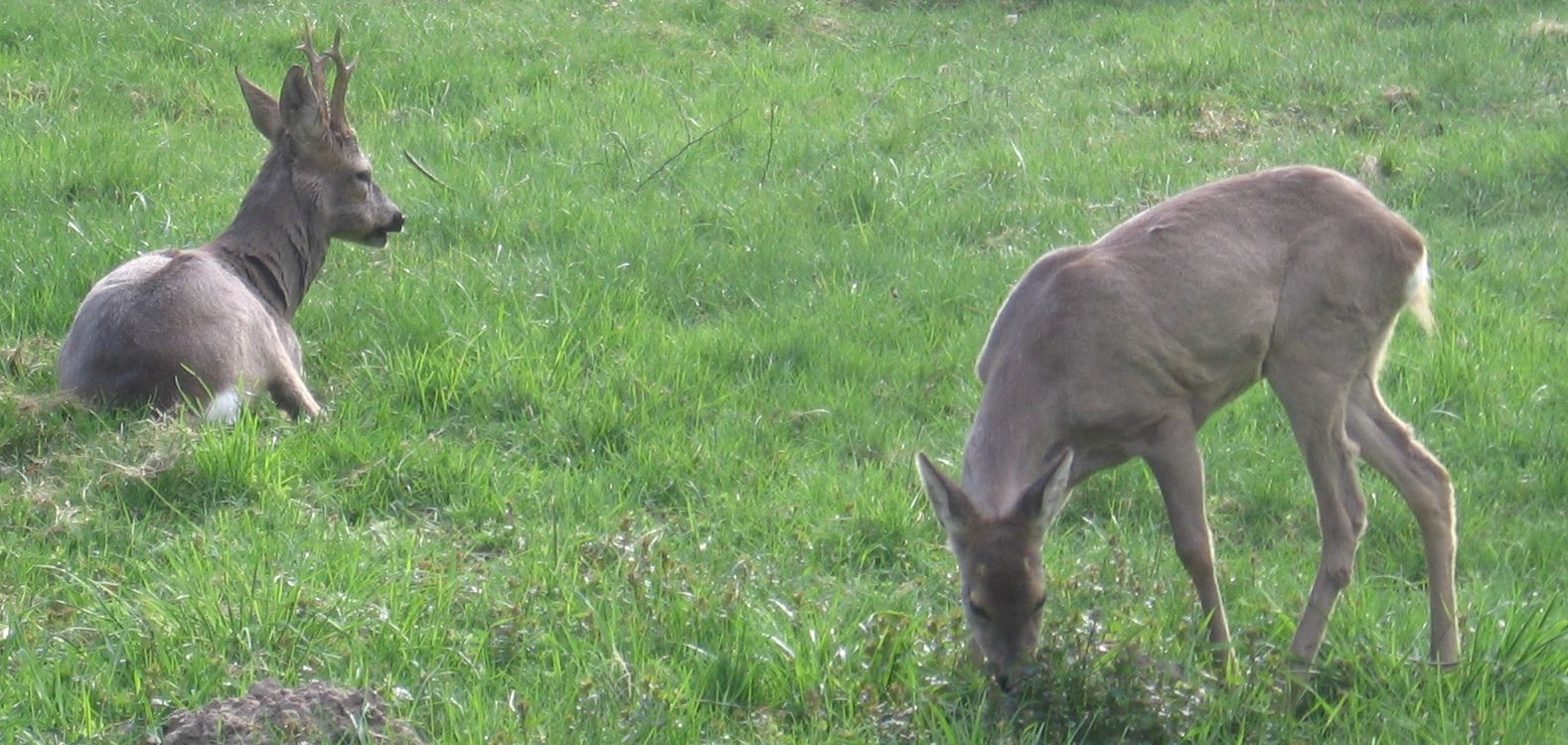
Corzos. Presentes en los bosques mediterráneos del Parque natural de Los Alcornocales.

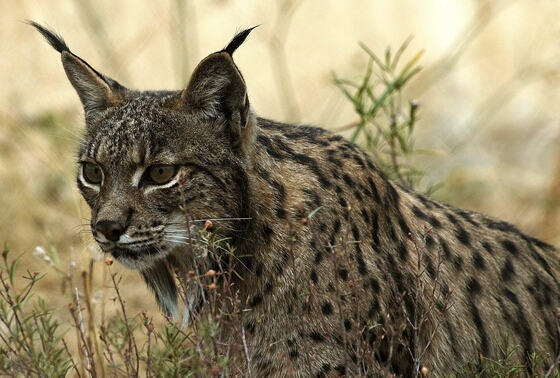
Lince ibérico.

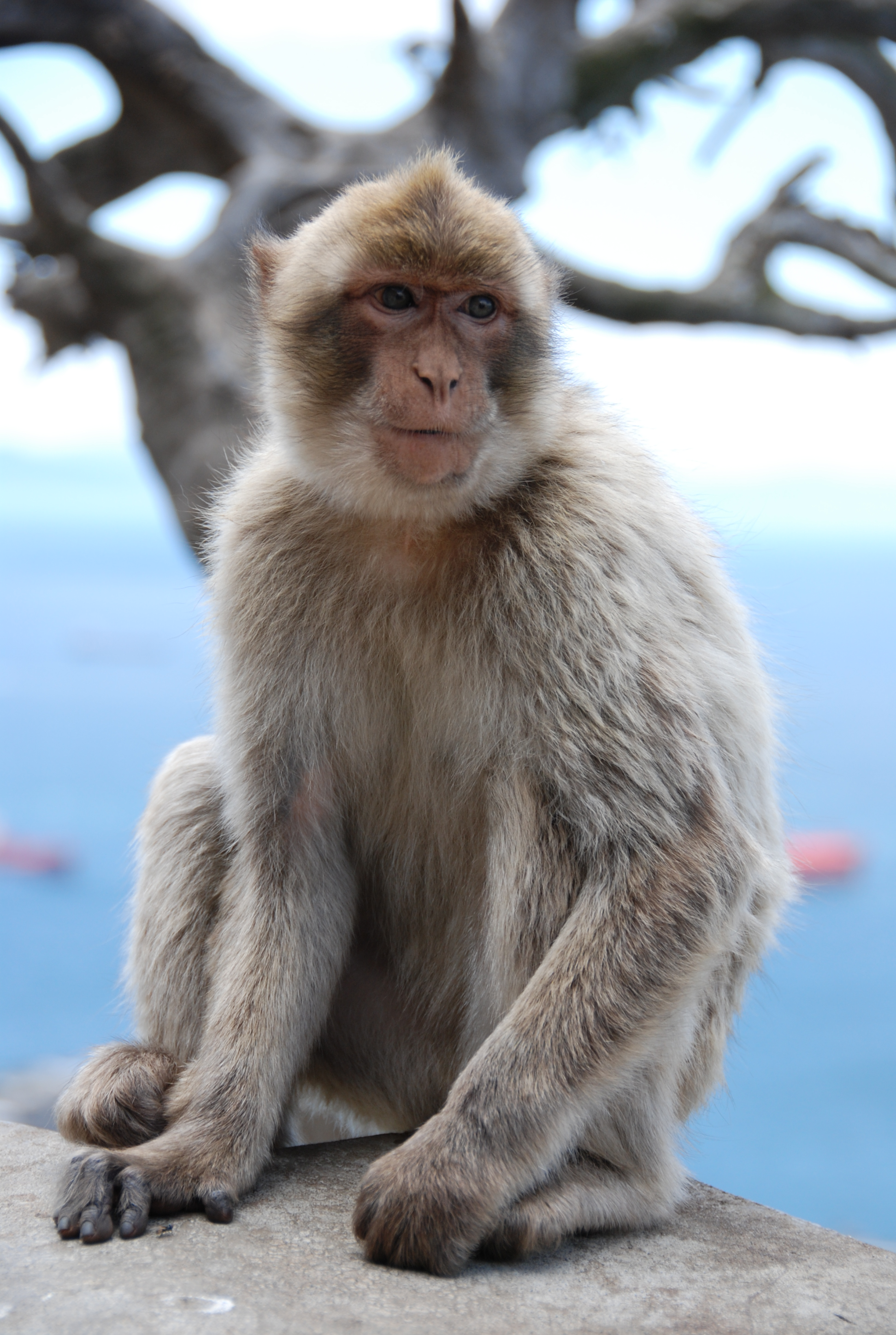
Macaco de Berbería

Los grandes carnívoros están muy amenazados por el humano: las poblaciones de lobo ibérico son muy residuales, quedando acantonadas en Sierra Morena. El lince ibérico sobrevive en Doñana y enclaves como Despeñaperros y está siendo sometido a una fuerte labor de recuperación. El oso pardo, hoy extinguido en Andalucía, vivió durante la Edad Media en la mayor parte de los montes andaluces resistiendo hasta tiempos relativamente recientes en la Sierra de Grazalema. Los pequeños carnívoros no corren mejor suerte: amenazada la nutria por la destrucción de sus ecosistemas y la contaminación de las aguas continentales, son más abundantes el zorro, el tejón, el turón, la comadreja, el gato montés. Ginetas y meloncillos, especies emblemáticas del matorral andaluz, permiten remontarse a épocas en los que los continentes europeo y africano se encontraban unidos por el estrecho de Gibraltar.
En cuanto a los herbívoros, se dan poblaciones estables de ciervo, gamo, muflón y jabalí debido a su importancia cinegética. El corzo tiene su hábitat más septentrional en los bosques de Los Alcornocales; la autóctona cabra montés, presente en la Serranía de Ronda, la Sierra de las Nieves y Sierra Nevada ve peligrar sus poblaciones más orientales por el expansionismo del arrui, muflón norteafricano introducido en 1970 en España con fines cinegéticos que ha aprovechado la desertificación del sureste peninsular para ocupar el nicho ecológico de la cabra montés. Desde su primera colonia en Sierra Espuña (Murcia), el arruí ha colonizado varias zonas en las provincias de Granada y Almería.
Entre los pequeños herbívoros destacan la liebre y, sobre todo, el conejo, base de la alimentación de la mayor parte de especies carnívoras del bosque mediterráneo.
Además, en el peñón de Gibraltar existen los únicos primates que puede encontrarse actualmente en libertad en Europa, y el único miembro del género Macaca que vive fuera de Asia.

## Fauna doméstica

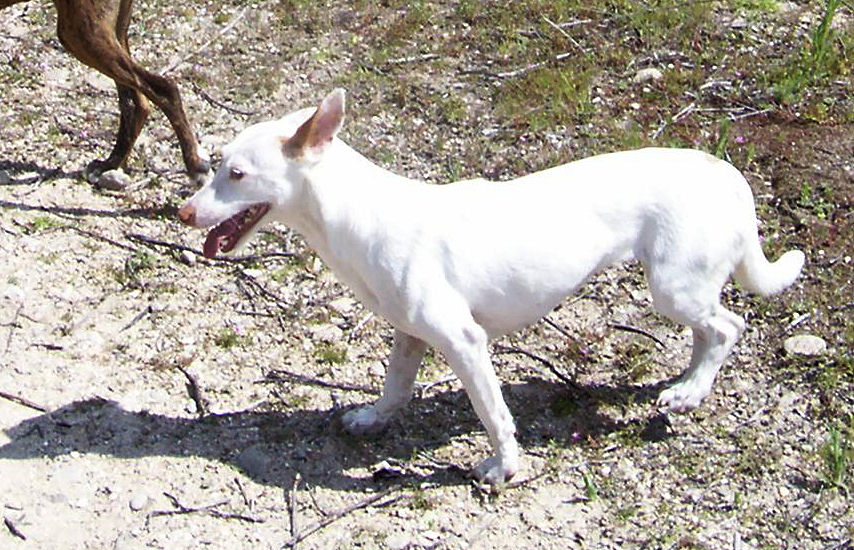
Maneto, raza autóctona considerada por algunos una variante del podenco andaluz.

Diversas razas domésticas autóctonas existen actualmente en la comunidad andaluza, y con desigual suerte en lo que a conservación se refiere. Entre las razas de ganado bovino destacan la cárdena andaluza, la negra andaluza, la retinta y el toro de lidia, gran protagonista de las dehesas de la Baja Andalucía. También es significativa la presencia de razas ovinas (Segureña, Montesina, Churra lebrijana, el amenazado de extinción Merino de Grazalema), caprinas (payoya) y de burros, sobre todo de la raza cordobesa. También hay que citar aquí la presencia de tres razas de gallinas autóctonas, la gallina andaluza azul, la gallina utrerana y el Gallo Combatiente español. Diversas razas porcinas ibéricas se dan en las dehesas: negro lampiño, retinto, mamellado, negro entrepelado, manchada de Jabugo. Actualmente se considera extinguido al cerdo dorado gaditano.
En cuanto a los perros, sobresalen como indica la Orden Andaluza de 19 de abril de 2010 el podenco andaluz,y el ratonero bodeguero andaluz el perro de agua español. Aunque no se han reconocido aún, existen en Andalucía el maneto y el galgo español, raza canina que en Andalucía presenta una variedad de tamaño mayor al de los galgos castellanos. Pero posiblemente sea el caballo andaluz el animal doméstico con más fama y prestigio fuera de las fronteras andaluzas.

## Espacios protegidos
En 1989 surge la RENPA (Red de Espacios Naturales Protegidos de Andalucía), que contiene el inventario de los distintos tipos de espacios protegidos existentes en territorio andaluz. Existen ocho categorías: parques nacionales, parques naturales, parajes naturales, reservas naturales, paisajes protegidos, reservas naturales concertadas, parques periurbanos y monumentos naturales. En todos ellos hay buenos ejemplos de fauna autóctona andaluza.
Así, el parque nacional de Doñana cuenta con especies emblemáticas como el lince ibérico o el águila imperial, pero también con abundantes especies de anátidas, flamencos, rapaces, víbora hocicuda, etc. En el de Sierra Nevada existen poblaciones de cabra montés. En el parque natural de Los Alcornocales sobreviven los corzos; moritos y espátulas pueblan las marismas del Odiel. En Cazorla conviven ciervos, jabalíes, jinetas, mustélidos...